# Richard Beeching
Richard Beeching (Sheerness, 21 aprile 1913 – East Grinstead, 23 marzo 1985) è stato un fisico e ingegnere britannico, è stato presidente delle British Railways (BR).
È diventato un nome familiare nella Gran Bretagna dei primi anni Sessanta perché, incaricato di presentare delle proposte per ridurre il deficit delle BR, con la sua relazione The Reshaping of British Railways, comunemente denominata The Beeching Report o Axe Beeching propose di eliminare gran parte dell'infrastruttura ferroviaria e di concentrare le azioni di ammodernamento sulla parte rimasta. Conseguentemente furono chiuse e poi smantellate circa 4000 miglia di linee, portando nel 1966 la rete ferroviaria della Gran Bretagna ad un'estensione di 13721 miglia (22082 km). Altre 2.000 miglia circa (3.200 km) sono state chiuse entro il 1970.